# قورت‌تپه (مرادلو)
قورت‌تپه روستایی است که در استان اردبیل، شهرستان مشگین‌شهر، بخش مرادلو، دهستان ارشق غربی قرار دارد.

## جمعیت
بر اساس سرشماری سال ۱۳۸۵ جمعیت این روستا ۹۶۱ نفر با ۲۰۱ خانوار بوده‌است.